# Tuberaria brevipes
Tuberaria brevipes är en solvändeväxtart som först beskrevs av Pierre Edmond Boissier och Reuter, och fick sitt nu gällande namn av Heinrich Moritz Willkomm. Tuberaria brevipes ingår i släktet fläcksolvändor, och familjen solvändeväxter. Inga underarter finns listade i Catalogue of Life.